# Liste der Bischöfe von Blackburn
Die Liste der Bischöfe von Blackburn umfasst die Bischöfe der Diözese Blackburn in der anglikanischen Kirche, die zur Kirchenprovinz York gehört. Das Bistum wurde 1926 gegründet und nach der Stadt Blackburn benannt.
| Liste der Bischöfe von Blackburn | Liste der Bischöfe von Blackburn | Liste der Bischöfe von Blackburn | Liste der Bischöfe von Blackburn                                                       |
| Von                              | Bis                              | Name                             | Anmerkungen                                                                            |
| -------------------------------- | -------------------------------- | -------------------------------- | -------------------------------------------------------------------------------------- |
| 1927                             | 1942                             | Percy Herbert                    | vorher Bischof von Kingston und danach Bischof von Norwich                             |
| 1942                             | 1954                             | Wilfred Askwith                  | danach Bischof von Gloucester                                                          |
| 1954                             | 1960                             | Walter Baddeley                  | vorher Bischof von Melanesien und Bischof von Whitby                                   |
| 1960                             | 1971                             | Charles Claxton                  | vorher Bischof von Warrington                                                          |
| 1972                             | 1981                             | Robert Martineau                 | vorher Bischof von Huntingdon                                                          |
| 1982                             | 1989                             | Stewart Cross                    | vorher Bischof von Doncaster                                                           |
| 1989                             | 2003                             | Alan Chesters                    |                                                                                        |
| 2004                             | 2012                             | Nicholas Reade                   |                                                                                        |
| 2013                             | 2022                             | Julian Henderson                 |                                                                                        |
| 2022                             |                                  | Philip North                     | seit September 2022 kommissarisch, wurde am 24. Juni 2023 offiziell ins Amt eingeführt |